# Vladimir Lobanov
Vladimir Lobanov (n. 26 decembrie 1953, Moscova, RSFS Rusă, URSS – d. 29 august 2007, Moscova, Rusia) a fost un patinator de viteză ce a reprezentat Uniunea Republicilor Sovietice Socialiste, medaliat olimpic. A participat la o ediție a Jocurilor Olimpice (1980) în care a câștigat o medalie de bronz.

## Participări
Lista de mai jos prezintă principalele competiții la care a participat Vladimir Lobanov de-a lungul carierei.
- speed skating at the 1980 Winter Olympics – men's 1000 metres[*]